# Варало
Вара̀ло (на италиански: Varallo; на пиемонтски: Varal, Варал) е градче и община в Северна Италия, провинция Верчели, регион Пиемонт. Разположено е на 450 m надморска височина. Населението на общината е 7344 души (към 2014 г.).